# Emre Mor
Emre Mor (Copenhague, 24 de julio de 1997) es un futbolista turco, también poseedor de la nacionalidad danesa, que juega como delantero en el Fenerbahçe S. K. de la Superliga de Turquía.

## Trayectoria
Emre Mor comenzó su carrera como sénior en el FC Nordsjælland de la SAS Ligaen, equipo en el que jugó únicamente una temporada, la 2015-16, debido a que era uno de los jugadores más prometedores de Europa.
Con el conjunto danés debutó oficialmente el 28 de noviembre de 2015, en un partido frente al Randers FC.

### Borussia Dortmund
El 7 de junio de 2016, y con tan sólo 18 años, el Borussia Dortmund fichó a Emre Mor por cinco temporadas.
El conjunto alemán pronto se mostró insatisfecho con su rendimiento, pues tuvo numerosas desavenencias en los entrenamientos con su entrenador, Thomas Tuchel.

### Celta
El 29 de agosto de 2017, y tras una temporada desastrosa en el Borussia Dortmund, fichó por el Celta de Vigo de la Primera División por 13 millones, 
Pese a las expectativas creadas con su fichaje, el futbolista turco apenas demostró tener el nivel que de él se esperaba en la primera temporada con el conjunto celtista, disputando 23 partidos de liga en los que hizo un gol.
De nuevo, como ocurriese en el Borussia, tuvo varias desavenencias con el cuerpo técnico, lo que le llevó a tener oportunidades residuales en la temporada 2018-19.
En la temporada 2019-20, finalmente, el Celta decide buscarle una salida al futbolista turco, logrando cederlo al Galatasaray de la Superliga de Turquía. En el Galatasaray sólo jugó 10 partidos en la primera mitad de la temporada, por lo que decidieron revocar su cesión. El Celta, entonces, volvió a buscarle salida a Mor, encontrando una nueva cesión para él en el Olympiacos, donde únicamente jugó dos partidos en la Copa de Grecia.

## Estadísticas

### Clubes
| Club                           | Div.          | Temporada     | Liga nacional | Liga nacional | Copas nacionales | Copas nacionales | Torneos internacionales | Torneos internacionales | Total | Total | Media goleadora |
| Club                           | Div.          | Temporada     | Part.         | Goles         | Part.            | Goles            | Part.                   | Goles                   | Part. | Goles | Media goleadora |
| ------------------------------ | ------------- | ------------- | ------------- | ------------- | ---------------- | ---------------- | ----------------------- | ----------------------- | ----- | ----- | --------------- |
| F. C. Nordsjælland Dinamarca   | 1.ª           | 2015-16       | 13            | 2             | 0                | 0                | ―                       | ―                       | 13    | 2     | 0.15            |
| F. C. Nordsjælland Dinamarca   | Total club    | Total club    | 13            | 2             | 0                | 0                | 0                       | 0                       | 13    | 2     | 0.15            |
| Borussia Dortmund · Alemania   | 1.ª           | 2016-17       | 12            | 1             | 4                | 0                | 3                       | 0                       | 19    | 1     | 0.05            |
| Borussia Dortmund · Alemania   | Total club    | Total club    | 12            | 1             | 4                | 0                | 3                       | 0                       | 19    | 1     | 0.05            |
| R. C. Celta de Vigo · España   | 1.ª           | 2017-18       | 23            | 1             | 4                | 0                | ―                       | ―                       | 27    | 1     | 0.04            |
| R. C. Celta de Vigo · España   | 1.ª           | 2018-19       | 10            | 0             | 2                | 0                | ―                       | ―                       | 12    | 0     | 0               |
| Galatasaray S. K. Turquía      | 1.ª           | 2019-20       | 10            | 0             | 3                | 0                | 4                       | 0                       | 17    | 0     | 0               |
| Galatasaray S. K. Turquía      | Total club    | Total club    | 10            | 0             | 3                | 0                | 4                       | 0                       | 17    | 0     | 0               |
| Olympiacos F. C. · Grecia      | 1.ª           | 2019-20       | 0             | 0             | 2                | 0                | 0                       | 0                       | 2     | 0     | 0               |
| Olympiacos F. C. · Grecia      | Total club    | Total club    | 0             | 0             | 2                | 0                | 0                       | 0                       | 2     | 0     | 0               |
| R. C. Celta de Vigo · España   | 1.ª           | 2020-21       | 10            | 0             | 2                | 1                | ―                       | ―                       | 12    | 1     | 0.08            |
| R. C. Celta de Vigo · España   | Total club    | Total club    | 43            | 1             | 8                | 1                | 0                       | 0                       | 51    | 2     | 0.04            |
| Fatih Karagümrük S. K. Turquía | 1.ª           | 2021-22       | 26            | 5             | 3                | 1                | ―                       | ―                       | 29    | 6     | 0.21            |
| Fenerbahçe S. K. Turquía       | 1.ª           | 2022-23       | 28            | 2             | 4                | 2                | 9                       | 2                       | 41    | 6     | 0.15            |
| Fenerbahçe S. K. Turquía       | 1.ª           | 2023-24       | 6             | 0             | 1                | 0                | 1                       | 0                       | 8     | 0     | 0               |
| Fenerbahçe S. K. Turquía       | Total club    | Total club    | 34            | 2             | 5                | 2                | 10                      | 2                       | 49    | 6     | 0.12            |
| Fatih Karagümrük S. K. Turquía | 1.ª           | 2023-24       | 9             | 1             | 4                | 0                | ―                       | ―                       | 13    | 1     | 0.08            |
| Fatih Karagümrük S. K. Turquía | Total club    | Total club    | 35            | 6             | 7                | 1                | 0                       | 0                       | 42    | 7     | 0.17            |
| Eyüpspor Turquía               | 1.ª           | 2024-25       | 18            | 1             | 4                | 1                | ―                       | ―                       | 22    | 2     | 0.09            |
| Eyüpspor Turquía               | Total club    | Total club    | 18            | 1             | 4                | 1                | 0                       | 0                       | 22    | 2     | 0.09            |
| Total carrera                  | Total carrera | Total carrera | 165           | 13            | 33               | 5                | 17                      | 2                       | 215   | 20    | 0.09            |
| 1. 2.                          |               |               |               |               |                  |                  |                         |                         |       |       |                 |

## Palmarés

### Títulos nacionales
| Título               | Club              | País     | Año  |
| -------------------- | ----------------- | -------- | ---- |
| Copa de Alemania     | Borussia Dortmund | Alemania | 2017 |
| Supercopa de Turquía | Galatasaray S. K. | Turquía  | 2019 |
| Superliga de Grecia  | Olympiacos F. C.  | Grecia   | 2020 |
| Copa de Grecia       | Olympiacos F. C.  | Grecia   | 2020 |
| Copa de Turquía      | Fenerbahçe S. K.  | Turquía  | 2023 |